# 트리스(히드록시메틸)아미노메테인
트리스(하이드록시메틸)아미노메테인(영어: tris(hydroxymethyl)aminomethane) 또는 트리스(히드록시메틸)아미노메탄은 공식 (HOCH2)3CNH2를 갖는 유기 화합물이며 일차 아민이다. 줄여서 간단히 트리스(tris)라고도 부르며 Trisamine, Trometamol, Tribase, Trizma™, THAM으로도 알려져 있다. 트리스는 생화학과 분자생물학 분야에 널리 쓰이고 있다. 생화학 분야에서 트리스는 TAE와 TBE와 같은 완충 용액의 요소로 쓰이며 특히 핵산 용액을 위해 쓰인다. 또한 일차 표준 물질(Primary Standard)이기도 한데, 오래 두어도 안정하고 순도가 높다는 등의 실험상의 이점 덕분이다. 트리스는 또한 TAE 혹은 TBE 완충제의 요소로써 분자생물학에 응용되는데, TAE, TBE 완충제는 아가로스 겔 전기영동을 수행할 때 쓰이는 일반적인 완충제이기 때문이다.

## 트리스의 합성
몰 수의 비를 니트로메탄 : 포름알데히드 = 1:3으로 하여 환경은 농축 알코올(메탄올 + 2~5% 메틸렌클로라이드) 하에서, 온도는 섭씨 50도, 시간은 3~36시간동안, 촉매로는 소듐 혹은 포타슘을 고체형태로(니트로메탄 1몰당 1~10 밀리그램당량) 합성된다.

## 같이 보기
- HEPES